# Dinòmac
Dinomac  (grec antic: Δεινόμαχος, llatí: Deinomachus) va ser un filòsof grec del segle iii aC que considerava com a màxima la unió de la virtut i el plaer corporal, cosa que Ciceró anomenarà com la unió entre l'home i la bèstia. Sovint apareix amb el seu company Cal·lifó defensant aquesta doctrina. Aquest pensament és explicat en profunditat per Climent d'Alexandria.